# Kysucký Lieskovec
Kysucký Lieskovec é um município da Eslováquia, situado no distrito de Kysucké Nové Mesto, na região de Žilina. Tem 12,32 km² de área e sua população em 2018 foi estimada em 2.354 habitantes.

## Demografia
| Ano:        | 1994 | 2004   | 2014   | 2024   |
| ----------- | ---- | ------ | ------ | ------ |
| Broj ljudi: | 2248 | 2267   | 2340   | 2322   |
| Razlika:    |      | +0,84% | +3,22% | -0,76% |

| Ano:               | 2023 | 2024   |
| ------------------ | ---- | ------ |
| Número de pessoas: | 2352 | 2322   |
| Diferença:         |      | -1,27% |